# Międzynarodowy Komitet Ornitologiczny
Międzynarodowy Komitet Ornitologiczny (ang. International Ornithologists’ Union) – grupa zrzeszająca około 200 ornitologów z całego świata, odpowiedzialna za organizację Międzynarodowego Kongresu Ornitologicznego i inną działalność ornitologiczną na świecie, prowadzoną przez stałe grupy robocze.